# 인천검암초등학교
인천검암초등학교는 대한민국 인천광역시 서구 검암동에 있는 공립 초등학교이다.

## 학교 연혁
| 2004년 | 3월 1일  | 인천검암초등학교 개교                              |
| 2004년 | 3월 1일  | 초대 김정웅 교장 취임                              |
| 2010년 | 9월 1일  | 제4대 윤우중 교장 취임                             |
| 2011년 | 3월 6일  | 해피스쿨 협약식                                    |
| 2013년 | 5월 20일 | 굿네이버스 MOU체결                                 |
| 2013년 | 6월 7일  | 서구영어마을, 아라뱃길사업본부 MOU체결             |
| 2014년 | 2월 13일 | 제10회 졸업식(졸업생 누계 794명)                   |
| 2014년 | 3월 1일  | 초등 17학급, 특수 2학급, 유치원 6학급 편성         |
| 2014년 | 9월 1일  | 제5대 조영옥 교장 취임                             |
| 2014년 | 9월 1일  | 인천검암초등학교 병설유치원 단설 유치원으로 분리   |
| 2014년 | 9월 1일  | 초등 17학급, 특수 2학급                            |
| 2015년 | 2월 13일 | 제11회 졸업식(졸업생 누계 848명)                   |
| 2015년 | 3월 1일  | 초등 15학급, 특수 2학급                            |
| 2016년 | 2월 16일 | 제12회 졸업식(졸업생 누계 917명)                   |
| 2016년 | 3월 1일  | 초등 13학급, 특수 2학급                            |
| 2016년 | 9월 1일  | 제6대 심완규 교장 취임                             |
| 2017년 | 2월 8일  | 제13회 졸업식(졸업생 누계 953명)                   |
| 2017년 | 3월 1일  | 초등 14학급, 특수 2학급                            |
| 2017년 | 3월 2일  | 시업식 및 입학식(신입생 남 40명, 여 21명, 계 61명) |

## 참고 자료
- 인천검암초등학교 - 한국교육학술정보원 학교알리미